# Fajnów
Fajnów [ˈfai̯nuf] es una aldea ubicada en el distrito administrativo de Gmina Rusiec, dentro del condado de Bełchatów, voivodato de Łódź, en el centro de Polonia. Se encuentra a unos 8 kilómetros al oeste de Rusiec, a 34 kilómetros al oeste de Bełchatów, y a 65 kilómetros al suroeste de la capital regional Łódź .